# Skamandrios
Skamandrios (provisorisk beteckning S/2006 (624) 1) är en asteroidmåne som har sin omloppsbana runt den trojanska asteroiden 624 Hektor. Den upptäcktes vid Keck-observatoriet på Mauna Kea den 16 juli 2006 av F. Marchis, M. H. Wong, J. Berthier, P. Descamps, D. Hestroffer, F. Vachier, D. Le Mignant  och I. de Pater. 2017 fick den sin sitt namn. Månen tros ha uppkommit i samband med en kollision mellan två asteroider vid låg hastighet.